# ヘルベルト・アルベルト
ヘルベルト・アルベルト（Herbert Albert, 1903年12月26日 - 1973年9月15日）は、ドイツの指揮者。

## 略歴
バートラウジックに生まれる。大指揮者カール・ムックのもと音楽の研鑽をつみ、バーデン＝バーデン、シュトゥットガルト、ブレスラウ、グラーツ等の歌劇場で指揮をとる。のち、ヘルマン・アーベントロートの後を襲いライプツィヒ・ゲヴァントハウス管弦楽団の楽長を務めた。バートライヒェンハルにて没。